# Michael Schär
Michael Schär (* 29. září 1986) je švýcarský profesionální silniční cyklista jezdící za UCI WorldTeam AG2R Citroën Team.

## Kariéra
Schär se zúčastnil 12 Grand Tours během své kariéry a stal se národním šampionem Švýcarska v roce 2013.  Zúčastnil se Letních olympijských her 2012.  Jeho otec Roland Schär byl také cyklistou a také účastníkem olympijských her.
Schär byl diskvalifikován ze závodu Kolem Flander 2021 za odhazování bidonu mimo vyhrazenou zónu. 

## Hlavní výsledky
2003
Národní šampionát
3. místo časovka juniorů
2004
Národní šampionát
 vítěz časovky juniorů
Mistrovství světa
4. místo časovka juniorů
2005
Národní šampionát
 vítěz časovky do 23 let
9. místo Giro del Lago Maggiore
2006
Národní šampionát
 vítěz časovky do 23 let
Mistrovství Evropy
5. místo silniční závod do 23 let
4. místo Paříž–Roubaix Espoirs
7. místo Mainfranken–Tour
10. místo Kolem Flander U23
2007
Sachsen Tour
3. místo celkově
 vítěz soutěže mladých jezdců
2012
9. místo Kampioenschap van Vlaanderen
2013
Národní šampionát
 vítěz silničního závodu
Kolem Kataru
7. místo celkově
vítěz 2. etapy (TTT)
Tour of Utah
7. místo celkově
2014
Tour of Utah
vítěz 2. etapy
2015
Tour de France
vítěz 9. etapy (TTT)
Critérium du Dauphiné
vítěz 3. etapy (TTT)
2016
Tour des Fjords
2. místo celkově
Kolem Kataru
10. místo celkově
2017
Volta a la Comunitat Valenciana
vítěz 1. etapy (TTT)
2018
Tour de France
vítěz 3. etapy (TTT)
 cena bojovnosti po 13. etapě
Tirreno–Adriatico
vítěz 1. etapy (TTT)
Tour de Suisse
vítěz 1. etapy (TTT)
Volta a la Comunitat Valenciana
vítěz 3. etapy (TTT)
Národní šampionát
3. místo silniční závod
9. místo Great War Remembrance Race
2019
Tour de France
 cena bojovnosti po 4. etapě
2020
Tour de France
 cena bojovnosti po 1. etapě
2021
Tour de France
 cena bojovnosti po 3. etapě

### Výsledky na Grand Tours
| Grand Tour        | 2009 | 2010 | 2011 | 2012 | 2013 | 2014 | 2015 | 2016 | 2017 | 2018 | 2019 | 2020 | 2021 |
| ----------------- | ---- | ---- | ---- | ---- | ---- | ---- | ---- | ---- | ---- | ---- | ---- | ---- | ---- |
| Giro d'Italia     | —    | 99   | —    | —    | —    | —    | —    | —    | —    | —    | —    | —    | —    |
| Tour de France    | —    | —    | 103  | 49   | DNF  | 43   | 56   | 76   | 72   | 90   | 70   | 69   | 58   |
| / Vuelta a España | 110  | —    | —    | —    | —    | —    | —    | —    | —    | —    | —    | —    | —    |

| —   | Neúčastnil se |
| DNF | Nedokončil    |